# تاکویو اوکوبو
تاکویو اوکوبو (انگلیسی: Takuo Ōkubo؛ زادهٔ ۱۸ سپتامبر ۱۹۸۹) فوتبالیست اهل ژاپن است.
از باشگاه‌هایی که در آن بازی کرده‌است می‌توان به جف یونایتد ایچیهارا چیبا اشاره کرد.